# Tale of the Mummy
Tale of the Mummy (Talos la momia en México, La sombra del faraón en España) es una película del año 1998 dirigida por Russell Mulcahy y las participaciones de Jason Scott Lee, Jack Davenport, Louise Lombard y Christopher Lee.

## Trama
En 1948 Egipto, una excavación arqueológica dirigida por Richard Turkel llega a una tumba identificada como perteneciente a Talos, aparentemente maldita. Los jeroglíficos de la entrada advierten que todos deben evitar el lugar. A pesar de esto, abren la puerta de la cámara solo para ser arrojados por una nube de polvo, lo que hace que los arqueólogos se desmoronen como si estuvieran hechos de piedra frágil. Richard logra cerrar la tumba de un golpe, matándose en el proceso.

## Sinopsis
Siglos atrás en el antiguo Egipto, bajo las ardientes arenas un despiadado príncipe fue sepultado y su tumba maldecida para que ningún hombre volviera a sufrir sus horrores. Siglos después, un grupo de arqueólogos dirigidos por Sir Richard Turkel (Christopher Lee) encuentran y abren la tumba. Ignorando las advertencias de la tumba, se adentran en ella, liberando el horror, y todos los miembros del grupo desaparecen. Varias décadas después en Londres, se prepara una exhibición para mostrar el mundo lo único que fue recuperado de la tumba: las vendas de la momia. Pronto, los horrores liberados años antes recaen en un grupo de arqueólogos dirigidos por la nieta de Turkel, Sam (Louise Lombard), en su intento por descubrir los orígenes de la leyenda del sanguinario Príncipe Talos.

## Elenco
- Jason Scott Lee es Riley.
- Louise Lombard es Samantha Turkel.
- Sean Pertwee es Bradley Cortese.
- Lysette Anthony es Dr. Claire Mulrooney.
- Michael Lerner es Professor Marcus.
- Jack Davenport es Detective Bartone.
- Honor Blackman es Captain Shea.
- Christopher Lee es Sir Richard Turkel.
- Shelley Duvall es Edith Butros.
- Gerard Butler es Burke.
- Jon Polito es Parsons.
- Ronan Vibert es Young.
- Bill Treacher es Stuart.
- Elizabeth Power es Mary.
- Roger Morrissey es The Mummy.

- Datos: Q126974